# Grand Prix Cycliste de Québec 2013
Il Grand Prix Cycliste de Québec 2013, quarta edizione della corsa, valido come ventiquattresimo evento dell'UCI World Tour 2013, si svolse il 9 settembre 2013 su un percorso di 201,6 km. Fu vinto dall'olandese Robert Gesink, che concluse la gara in 4h58'13" alla media di 40,56 km/h.
Alla partenza erano presenti 164 ciclisti dei quali 109 portarono a termine la gara.

## Squadre partecipanti
| N.      | Cod. | Squadra                 |
| ------- | ---- | ----------------------- |
| 1-8     | SKY  | Sky Procycling          |
| 11-18   | CAN  | Cannondale Pro Cycling  |
| 21-28   | GRS  | Garmin-Sharp            |
| 31-38   | TST  | Team Saxo-Tinkoff       |
| 41-48   | MOV  | Movistar Team           |
| 51-58   | KAT  | Katusha Team            |
| 61-68   | OPQ  | Omega Pharma-Quickstep  |
| 71-78   | AST  | Astana Pro Team         |
| 81-88   | RLT  | RadioShack-Leopard      |
| 91-98   | BEL  | Belkin Pro Cycling Team |
| 101-108 | ALM  | AG2R La Mondiale        |

| N.      | Cod. | Squadra            |
| ------- | ---- | ------------------ |
| 111-118 | BMC  | BMC Racing Team    |
| 121-128 | OGE  | Orica-GreenEDGE    |
| 131-138 | LAM  | Lampre-Merida      |
| 141-148 | EUS  | Euskaltel-Euskadi  |
| 151-158 | ARG  | Team Argos-Shimano |
| 161-168 | FDJ  | FDJ.fr             |
| 171-178 | LTB  | Lotto-Belisol Team |
| 181-188 | VCD  | Vacansoleil-DCM    |
| 191-198 | EUC  | Team Europcar      |
| 201-208 | CAN  | Canada             |

## Ordine d'arrivo (Top 10)
| Pos. | Corridore         | Squadra       | Tempo    |
| ---- | ----------------- | ------------- | -------- |
| 1    | Robert Gesink     | Belkin        | 4h58'13" |
| 2    | Arthur Vichot     | FDJ.fr        | s.t.     |
| 3    | Greg Van Avermaet | BMC Racing    | s.t.     |
| 4    | Fabian Wegmann    | Garmin-Sharp  | s.t.     |
| 5    | Rui Costa         | Movistar Team | s.t.     |
| 6    | Niki Terpstra     | Omega Pharma  | s.t.     |
| 7    | Tom-Jelte Slagter | Belkin        | s.t.     |
| 8    | Matti Breschel    | Saxo-Tinkoff  | s.t.     |
| 9    | Simon Geschke     | Argos-Shimano | s.t.     |
| 10   | Peter Sagan       | Cannondale    | a 6"     |